# 송공단
송공단(宋公壇)은 부산광역시 동래구 복천동에 있는 1742년 동래부사 김석일이 임진왜란 때 동래부사 송상현 장군이 순절한 정원루가 있던 곳에 설치한 단으로서, 송상현공을 비롯하여 동래성 전투에서 전사한 사람들을 기념하여 만든 제단이다.

## 현지 안내문
이 단은 1742년(영조 18) 동래부사 김석일(金錫一)이 세운 추념 제단이다.
본래 임진왜란 때 동래부사 송상현(宋象賢)이 순절한 정원루(靖遠樓) 터에 설치하였는데, 송상현을 비롯하여 동래성을 지키다 순절한 분들을 모셨다. 이 단이 세워지기 전에는 동래읍성의 남문 밖 농주산(弄珠山 : 동래경찰서 자리)에 임진왜란 때 순절한 분들의 전망제단(戰亡祭壇)을 세워 동래부사 송상현과 양산군수 조영규(趙英圭), 동래교수 노개방(盧蓋邦)을 비롯하여 동래성에서 순절한 분들을 모셨다. 1742년 송공단이 세워지자 그 곳으로 옮겼다.
송공단은 처음에는 동서남북의 4단으로 되어 있었다. 북단에는 송상현․조영규․노개방 등을, 동단에는 유생 문덕겸(文德謙) 등을, 서단에는 송상현의 첩 금섬(金蟾) 등을, 남단에는 향리 송백(宋伯) 등을 모시고 매년 음력 4월 15일 관에서 제사를 올렸다.
1760년(영조 35)에 동래부사 홍명한(洪名漢)이 사람의 공의(公儀)에 따라 부산첨사 정발과 함께 전사한 이정헌(李庭憲)을 모셨다. 1766년(영조 42)에는 다대첨사 윤흥신(尹興信)을 모셔와 함께 제사를 지냈다. 이후 동래읍성에서 전사하지 않은 분들은 제사를 지내지 않게 되었다. 이에 다대포에서 순절한 분은 윤공단(尹公壇), 부산진에서 순절한 분은 정공단(鄭公壇)으로 옮겨 배향하게 되었다.
일제시대부터는 매년 순절일인 음력 4월 15일에 동래기영회에서 향사를 지내고 있다.
2005년 11월에 1767년 충렬사지(忠烈祠志) 기록의 모습대로 복원하여 현재 7단 15기로 구성되어 있다. 정단에는 충렬공송상현순절비, 동단에는 조영규․노개방을, 서단에는 문덕겸 등을, 별단에는 송상현의 첩 금섬 등을 모시고 있다.

## 정원루
송공단이 세워진 정원루(靖遠樓)는 원래 동래동헌 객사에 딸린 누각이다. 정원루는 조선 세종 28년에 김시로 동래부사가 만들고, 신숙주가 일본 등 변방을 조용하게 한다는 뜻으로 정원(靖遠)으로 이름을 지었다.
일본인들은 사나워 의리로 굴복키 어렵다. 군사로 대비하지 않으면 안된다.— 정원루 기문, 신숙주

1442년 조선 통신사 서장관으로 일본에 다녀온 실사학자 신숙주는 일본을 무시하고 깔본 다른 사신과 달리 일본이 앞으로 조선에 큰 우환이 될것으로 보았다. 당시 일본은 아시카가 다카우지가 세운 무로마치 막부가 쇠퇴하고 일본 66주간의 전국시대가 시작되는 시기로 일본인의 호전적이고 조직적인 전투장면을 보고 그들은 타고난 싸움꾼으로 그 화가 조선에 미칠 것을 알았다.

## 참고 문헌
- 이 문서에는 다음커뮤니케이션(현 카카오)에서 GFDL 또는 CC-SA 라이선스로 배포한 글로벌 세계대백과사전의 내용을 기초로 작성된 글이 포함되어 있습니다.

## 참고 자료
- 송공단 - 국가유산청 국가유산포털